# Кизилтепа (місто)
Кизилтéпа (узб. Қизилтепа, Qiziltepa) — місто в Навоїйській області Узбекистану. Адміністративний центр Кизилтепинського району. Статус міста отримало у 1979 році.

## Географія
Місто розташоване на висоті 264 м над рівнем моря, у південній частині Навоїйської області,, за 1 км від залізничної станції Кизилтепа, за 54 км на захід від обласного центру Навої і за 481 км на південний-захід від столиці Узбекистану Ташкента, на автошляху М37 (E60).

## Населення
Населення міста становить 9884 особи (1989 рік).